# アセチルアセトン開裂酵素
アセチルアセトン開裂酵素（acetylacetone-cleaving enzyme）は、次の化学反応を触媒する酸化還元酵素である。
ペンタン-2,4-ジオン + O2 {\displaystyle \rightleftharpoons } 酢酸 + 2-オキソプロパナール
反応式の通り、この酵素の基質はペンタン-2,4-ジオンとO2、生成物は酢酸と2-オキソプロパナールである。
組織名はacetylacetone:oxygen oxidoreductaseで、別名にDke1、acetylacetone dioxygenase、diketone cleaving dioxygenase、diketone cleaving enzymeがある。